# ファルネシル二リン酸
ファルネシル二リン酸（英: Farnesyl diphosphate）またはファルネシルピロリン酸 (Farnesyl pyrophosphate, FPP) とは、炭素数15の直鎖イソプレノイド。テルペノイド生合成経路の中間体である。セスキテルペノイドの前駆物質でもある。
ユビキノンの合成に電子伝達系の一部として用いられ、またスクアレン、ドリコールの前駆体となるジヒドロドリコール二リン酸、ゲラニルゲラニル二リン酸の前駆体となる。

## 生合成
以下の2段階の反応で、ジメチルアリル二リン酸が合計2分子のイソペンテニル二リン酸と縮合し、ファルネシル二リン酸を合成する反応を触媒する。ジメチルアリル二リン酸およびイソペンテニル二リン酸はメバロン酸または非メバロン酸経路で合成される。
第1ステップ - ジメチルアリルトランスフェラーゼ
ジメチルアリル二リン酸がイソペンテニル二リン酸と反応し、ゲラニル二リン酸を生成する。
第2ステップ - ファルネシル二リン酸シンターゼ (曖昧さ回避)
ゲラニル二リン酸が別のイソペンテニル二リン酸と反応し、ファルネシル二リン酸を生成する。

## 薬理作用
上記の反応は、ビスホスホネートによって阻害される（骨粗鬆症に用いられる）。
スタチンに誘導される横紋筋融解症は、ファルネシル二リン酸の枯渇によって起こる。これは、ミトコンドリアの電子伝達鎖のユビキノンの枯渇につながる。

## 関連化合物
- ファルネセン
- ファルネソール
- ゲラニル二リン酸
- ゲラニルゲラニル二リン酸